# Vito Braet
Vito Braet (Zwevezele, 2 novembre 2000) è un ciclista su strada belga che corre per il team Intermarché-Wanty; è professionista dal 2022.

## Palmarès

### Strada
- 2018 (Juniores)

Grote Prijs Stad Gistel
Keizer der Juniores Pittem
- 2021 (Lotto-Soudal U23, due vittorie)

4ª tappa Ronde van Vlaams-Brabant (Leefdaal > Leefdaal)
2ª tappa Ronde van Oost-Vlaanderen (Drongen > Drongen)

#### Altri successi
- 2019 (EFC-L&R-Vulsteke)

Criterium Wervik
- 2023 (Team Flanders-Baloise)

Classifica scalatori Étoile de Bessèges

## Piazzamenti

### Grandi Giri
- Tour de France

2025: 143º
- Vuelta a España

2024: 81°

### Classiche monumento
- Giro delle Fiandre

2022: ritirato
2023: 59º
2025: 48º
- Parigi-Roubaix

2022: ritirato
- Liegi-Bastogne-Liegi

2022: 110º
2023: ritirato
- Giro di Lombardia

2024: 114º

### Competizioni mondiali
- Campionati del mondo

Wollongong 2022 - In linea Under-23: 24º

### Competizioni continentali
- Campionati europei

Herning 2017 - In linea Junior: 109º